# Дзіркоки
Дзіркоки (груз. ძირკოკი) — село в Грузії.
За даними перепису населення 2014 року в селі проживає 1120 осіб.